# 甘粕事件
甘粕事件（あまかすじけん）は、1923年（大正12年）9月16日にアナキスト（無政府主義思想家）の大杉栄と、作家で内縁の妻・伊藤野枝、大杉の甥である橘宗一（6歳）の3名が憲兵隊特高課に連行され、憲兵隊司令部で憲兵大尉の甘粕正彦らによって殺害されたのち、遺体が井戸に遺棄された事件である。軍法会議の結果、甘粕と部下である曹長・森慶次郎ら5名の犯行と断定されたが、憲兵隊の組織的関与は否定された。
関東大震災の発生から僅か2週間後に発生した当事件は、亀戸事件と共に地震の混乱で発生した事件の1つとされ、代表的な戒厳令下の不法弾圧事件である。

## 事件の経緯

### 発覚

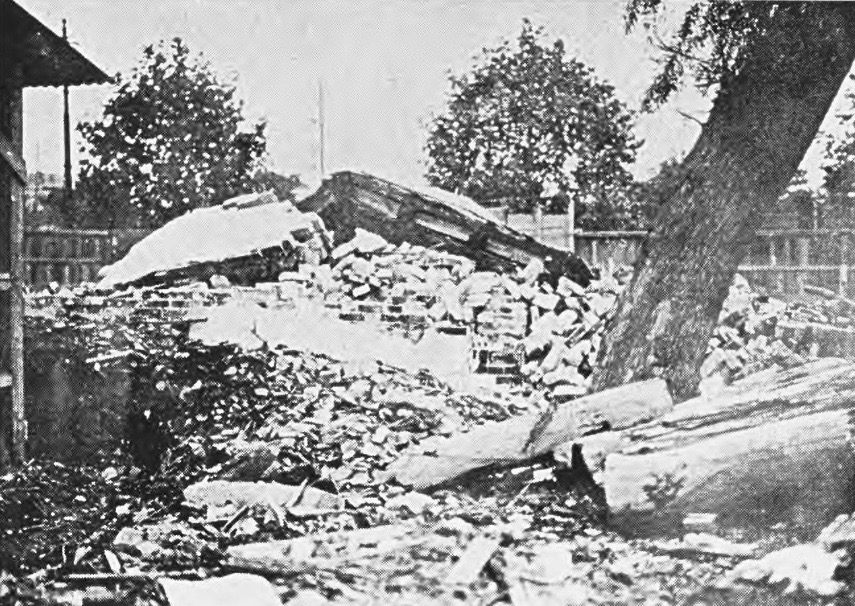
3人の遺体が投げ込まれた憲兵隊本部の古井戸

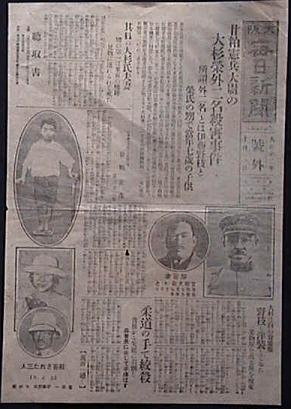
事件を報じる毎日新聞の紙面（10月の報道規制解除後）

1923年（大正12年）9月1日に発生した関東大震災によって東京・神奈川が混乱に陥るとして戒厳令が発せられていた最中の9月16日、大杉栄は内縁の妻で作家の伊藤野枝を連れて、鶴見区三笠園に住居があった辻潤（伊藤の前夫）を見舞いに向かうも、辻は不在だった。そのため近くの橘樹郡鶴見町に住んでいた栄の実弟である大杉勇の自宅を訪問したところ、偶然にも大杉の末妹・あやめとその6歳の長男・橘宗一（読み：むねいち）が滞在しており、宗一が「東京の焼け跡を見に行きたい」と言ったため、宗一を同行して東京に戻ることとなった。
大杉らには普段から警察の淀橋署の尾行がついていたが、甘粕らは戒厳令で警官を指揮できることになったことを利用、淀橋署の特高刑事から大杉の立ち回り先を聞いていた。その日の夕方に大杉らが自宅近くまで戻り、野枝が果物を購入していたところ、張り込んでいた憲兵隊によって淀橋警察署から麹町憲兵司令部へ連行され、消息を絶った。行方が分からなくなった大杉を友人で読売新聞記者の安成二郎が捜索するも見つからず、安成は大杉らが事件に巻き込まれたことと直感する。宗一少年は、あやめが愛知県出身の貿易商である橘惣三郎と結婚し米国オレゴン州ポートランドに居住していた頃産んだ子で、出生地主義をとる米国の法に基づいて米国籍も持つ二重国籍であった。そこで、大杉家の家人は警察へ向かう前に米国大使館へ急行してこの失踪を伝え、その後直ちに警察へ捜索願を提出した。
警視庁は捜索願を受けて驚き調査し、淀橋警察署が「憲兵が拘束した。その後不明。あるいは殺されたか」と報告したために警視庁が戒厳司令部に問い合わせたところ、憲兵司令官の小泉六一は当初大杉の検束そのものさえ否定した。警視庁は、行方不明の大杉が何らかの計画を企んでいる可能性を懼れ、血眼で捜索した。大杉はアナキストの大立者で、戒厳令が解除されて新聞の報道規制が解かれると9月18日の報知新聞夕刊にて「大杉夫妻が子供と共に憲兵隊に連れて行かれた」と報道され、噂が広まった。警視庁官房主事の正力松太郎は以前から大日本帝国陸軍が「何かやるらしい」とは聞いていたものの沈黙を守っていて、大杉夫妻が消息を絶ったことが新聞によって報道されて初めて事態を憂慮し、警視総監の湯淺倉平に相談する。湯淺は新任の後藤新平内相に報告するが後藤から総理へ報告するよう言われたため、湯淺はそのまま総理大臣・山本権兵衛と面会して報告した。山本は直ちに陸相・田中義一に聞くと「知らん」と言われ、関東戒厳司令部の福田雅太郎を呼び出して問いただすも福田は関知していなかったため、憲兵隊の捜査が開始された。
捜査の結果、内部の犯行が明らかとなった。田中が改めて憲兵司令官の小泉六一を呼び出して問い詰めるも、小泉は憲兵大尉・甘粕正彦の犯行を認めた上で賛美したため、田中は叱責して小泉に謹慎を命じた。憲兵隊司令部では事件から3日後の9月19日のうちに、甘粕と甘粕の部下である森慶次郎が衛戍監獄に収監された。同日中に古井戸から遺体が引き上げられ、朝日新聞は偶然のきっかけから警察より情報を入手する。

### 影響

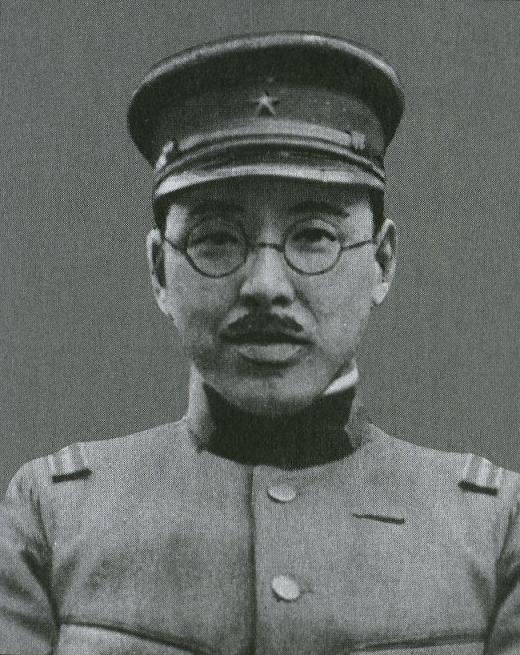
甘粕正彦

9月20日、読売新聞と時事新報が「甘粕憲兵大尉が大杉栄を殺害」との一報を号外で発した。大阪朝日新聞は東京からの電話によって、同日中に2回にわたって号外を出した。さらに時事新報は記者を憲兵隊本部に張り込ませ、大杉のほかに内縁の妻である伊藤野枝と子供1名が殺害されたことと、現場となった古井戸を確認した。この時、米国大使館からは「自国民（宗一）が危険に瀕している」として日本政府に抗議し、事態の解明と保護を図るよう求めていた。（おそらく19日までに）閣議では、既に国際問題に発展していることと複数の新聞社が情報を掴んでいる以上、事態の揉み消しは不可能との結論に至った。
軍は突如として20日付けで東京憲兵隊渋谷分隊長兼麹町分隊長の甘粕正彦憲兵大尉、東京憲兵隊本部付（特高課）憲兵曹長・森慶次郎が「職務上不法行為を行った」として軍法会議に送致し、関東戒厳司令部戒厳司令官・福田雅太郎を更迭、憲兵司令官・小泉六一少将と東京憲兵隊長で憲兵大佐・小山介蔵を停職処分とすることを発表した。同時に本件に関する人事記事を差し止める情報統制を決定したともいう。報道は止められたものの情報自体は電話で各社に拡散していたため、東京対象の戒厳令は関係ないはずとして大阪朝日新聞が当日には、九州日報は翌日にも号外を発行している。九州日報の号外は検閲と弾圧を事前におそれたのか被害者３名の名を伏字にしていた。戒厳令のもとで不眠不休で治安維持にあたっていた軍隊に、世論は反軍的な者でさえも支持や敬意を表していたが、突然の司令官更迭や憲兵の軍法会議送致について詳細が報じられなかったことから衝撃が広がった。流言飛語が盛んになっていたこともあって人心不安が高まり批判が強まる中で、軍は前日の予審の結果を受けて9月25日に第一師団司令部発表として、甘粕が「16日の夜に大杉と他2名を某所に連行して殺害した」と公表した。当時、大杉はアナキストであったものの大衆的人気が高かった。さらに当初は「他2名」が何者であるかは公表されなかったが、10月8日に記事差し止め処分が解除されると「他2名」は大杉の内縁の妻・野枝と橘宗一であることを報じ、アナキストどうしで恋愛スキャンダルでも有名だった大杉・伊藤の2人に加え、当時6歳の小児までもが殺害されたとあって世間は騒然とした。

### 軍法会議

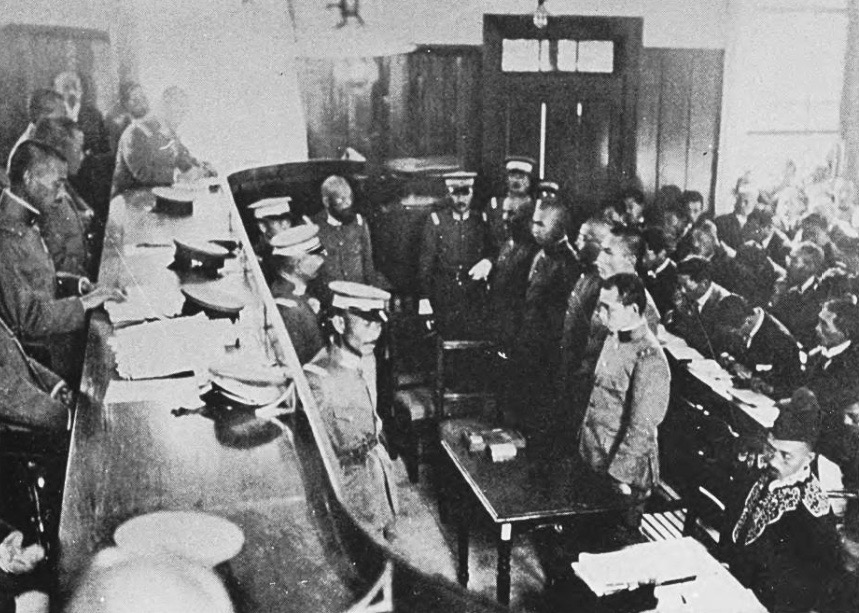
軍法会議の第6回公判（1923年11月16日）。被告席：左から本多重雄、鴨志田安五郎、平井利一、森慶次郎、甘粕正彦。

9月24日に軍法会議予審が行われ、事件の概要が明らかにされた。軍法会議の公判も急いで行われ、それによると甘粕らは、関東大震災の混乱に乗じてアナキストらが不穏な動きを起こして政府転覆を企てると憂慮し、アナキストの主要人物だった大杉と野枝を殺害すること決めたという。予審で明らかになったところでは、9月16日に大杉ら3人が鶴見から帰宅する際に自宅付近で甘粕と森（のちに明らかになる所によれば、鴨志田安五郎・本多重雄を加えた4名）が張り込んでおり、子供だけは帰宅させてくれと懇願する大杉の要望を拒否して強引に3名を拉致し、麹町憲兵分隊に連行した。東京憲兵隊本部で夕食が出されたが大杉と野枝は手を付けず、宗一だけが食べた。大杉はナイフを借りて野枝が購入していた梨を食べ、午後8時になって3人が別々の部屋へ移された。
甘粕は、予審調書で大杉と野枝を自身が絞殺したと認めた。大杉は応接室で森と雑談を含めた取り調べを受けていたが、そこへ入室した甘粕が背後から柔道の締め手のように大杉の首を右手で締め、森は苦しむ大杉の足を押さえつけた。15分ほどして大杉はぐったりして亡くなったが、念のためとしてさらに麻縄で大杉の首を絞めたという。午後9時15分に甘粕は階下の隊長室に連行された野枝のもとを訪れて会話し、油断した野枝を大杉と同様の手口で絞殺した。のちに発見された検死資料で明らかになった執拗な暴行についてはこの時点で語られず、公判でも明らかにされることは無かった。
甘粕は最初、「個人の考えで3人を殺害した」として大杉と伊藤の間に出来た子供と誤解された宗一の死についても認めたが、軍法会議では宗一の死の経緯を調書で省略したことに官選弁護人の塚崎直義が疑念を持って追及した。甘粕の母親は「正彦は特に子供好きでした。罪も無い子供に手をかけるなど有り得ない」と涙ながらに主張したこともあって、甘粕は自白を一部撤回し、「自分は子供は殺していない。菰包みになったのを見て初めてそれを知った」と証言を変え、宗一の殺害は否認した。宗一は連行される時から甘粕に懐いており、宗一の死についても便所に行くといってその場を離れており、立ち会っていないと主張した。この供述の撤回によって予審の内容が覆され、塚崎は捜査のやり直しと公判の中止を申請した。陸軍省から宗一殺害の再捜査が命令されると、10月5日になって東京憲兵隊所属の憲兵上等兵の鴨志田安五郎、本多重雄が共犯として自首し、翌日には東京憲兵隊所属の憲兵伍長・平井利一も見張り役として関与したことを自白して、被告人は5名となった。
鴨志田の自首調書によれば「私は大杉栄及伊藤野枝を殺害するには関係致して居りませんが、男児を殺したのであります。けれども甘粕大尉が若し事件が発覚した時は、自分と森曹長とで責任を負ふから汝等は関係ないと懇々云はれましたから、夫れを信じて居りました所、咋八日の午後当師団の軍法会議公判廷に於て甘粕大尉が男児を殺したのは自分でないと云ひ、又森慶次郎も男児の殺害に付ては何も知らぬと申立てましたから、甘粕大尉の言葉を信用して居たのを悔ひ自分の為したる男児殺害の事実を唯今申立てました次第であります」という。鴨志田と本多は宗一殺害を認めたが、甘粕と森が「『上官の命令だからやり損なうな』と会話していた」と証言して波紋を呼んだ。しかし小泉と小山がこの証言を否定した後、以降は軍の上層部が関与した疑惑については追及すらされなかった。結局は森が鴨志田へ「お前がやれ」と命令したとされ、鴨志田と本多が手を下すこととなった。鴨志田と本多は殺害を躊躇していたが命令には逆らえず、鴨志田が首を絞めて本多が押さえつけて殺害した。森は「甘粕大尉が『子供も殺せ』と命令した」と主張し、自分に命令したのは甘粕だと供述したが、甘粕は投げ槍な態度で「森が言うのですからその通りでしょう。私は軍人であります。命令しました」と自分が責任を被ってやると言わんばかりの答弁をして、再度供述を翻した。遺体の処分方法については甘粕と森が話し合い、構外に運び出すと事件が露見するとして森が難色を示し、甘粕は3人が着ていた着物を鋏で切って全裸にて菰に包んで古井戸に落とした。衣類は翌日に別の場所で焼却処分し、古井戸には事件について何も知らない人間に指示して馬糞や煉瓦を投げ込ませて埋められた。
動機については前述のように、関東大震災の混乱に乗じて無政府主義者（アナキスト）が朝鮮人を扇動して騒動を起こすという噂を信じていたとされた。甘粕は「大杉の次は堺利彦と福田狂二を殺害する予定だった」と供述した。さらに甘粕らは、最も危険視された大杉が検挙されていないために「遣っ付けろ」という意見が淀橋警察署内で挙がったが、警察では実行できないから憲兵でやってくれないかという依頼を２名の同署員から受けたと供述した。しかし、両署員はこれを否定、検事局は50日間に及ぶ取調べの結果、甘粕らが淀橋署に行く前から大杉殺害を決意していたのは明らかで、一巡査部長と一警部補からの依頼だけであれだけの犯罪を決心したとは信じがたいとして、検事局審理を打ち切り、両署員を不起訴とした。また新聞では、宗一の殺害理由について野枝の殺害を目撃したことによる口封じのためと報じられたが公判では取り上げられず、前述のように甘粕が森らに命令した事実のみが認定され、宗一の死に関しては理由や経緯が解明されなかった。判事の一人として審理に関与していた法務官の小川關治郎は第1回公判において甘粕の追及に厳しかったことから弁護人に嫌われ、第1回公判後に弁護側が、小川が被害者と同郷かつ遠縁であるとの理由で忌避申請、小川は解任され、後任は第4師団の告森杲陸軍法務官に代わった。しかし、小川の三女である長森光代の証言によれば、大杉家の所在地が小川の出生地と近いことは事実だが、小川自身はもとより誰からも大杉と遠縁だったとは聞いておらず、地元の識者も否定しているという。この交代の経緯については当時から不信感をもって受け止められていたようで、社会主義者の弁護で知られた弁護士の山崎今朝弥は、「小川は、大杉君の妹の亭主の兄の妻の妹の夫の祖父の従兄弟の養家先の孫である」と揶揄している。

### 世論と判決
このスキャンダラスな事件については、軍法会議の内容が連日詳しく報道された。反共世論が強かったため、亀戸事件や朴烈事件などのように関東大震災直後に発生した社会主義者、労働活動家、朝鮮人に対する警察や軍隊による不法拘束・虐殺について世論は二分されていた。「甘粕は国士である」との肯定的な評価から「国賊・大杉を処断した甘粕大尉に減刑を」との署名が数十万名分も集まるなど、甘粕を支持する声も強かった。また、甘粕自身も命令を受けて行動したのみで、真犯人を庇って責任をたった一人で被ったのであって、真相は藪の中であるという意見も根強くあった。一方、弁護士の塚崎のもとには鴨志田や本多らの下士を罰するのみで「甘粕を減刑させたら承知せぬ」という社会主義者からの脅迫が届いたこともあった。
しかし軍法会議では事件の背後関係には立ち入らないまま、11月24日に検察の求刑と最終弁論が行われ、12月8日に殺害を実行および命令したとして甘粕を首謀者と断じ、懲役10年（求刑は懲役15年）、森には懲役3年（求刑は懲役5年）、鴨志田と本多には命令に従っただけとして無罪（求刑は両者とも懲役2年）、見張り役として関与した平井には証拠不十分として無罪（求刑は懲役1年6ヶ月）が言い渡された。甘粕に懲役10年が告げられると、傍聴人の中には判決に不満を示して草履を投げ入れる者や怒号を上げる者がいたが甘粕は黙ったまま退廷し、無罪となった3名は安堵の表情で退廷した。

## 事件の余波

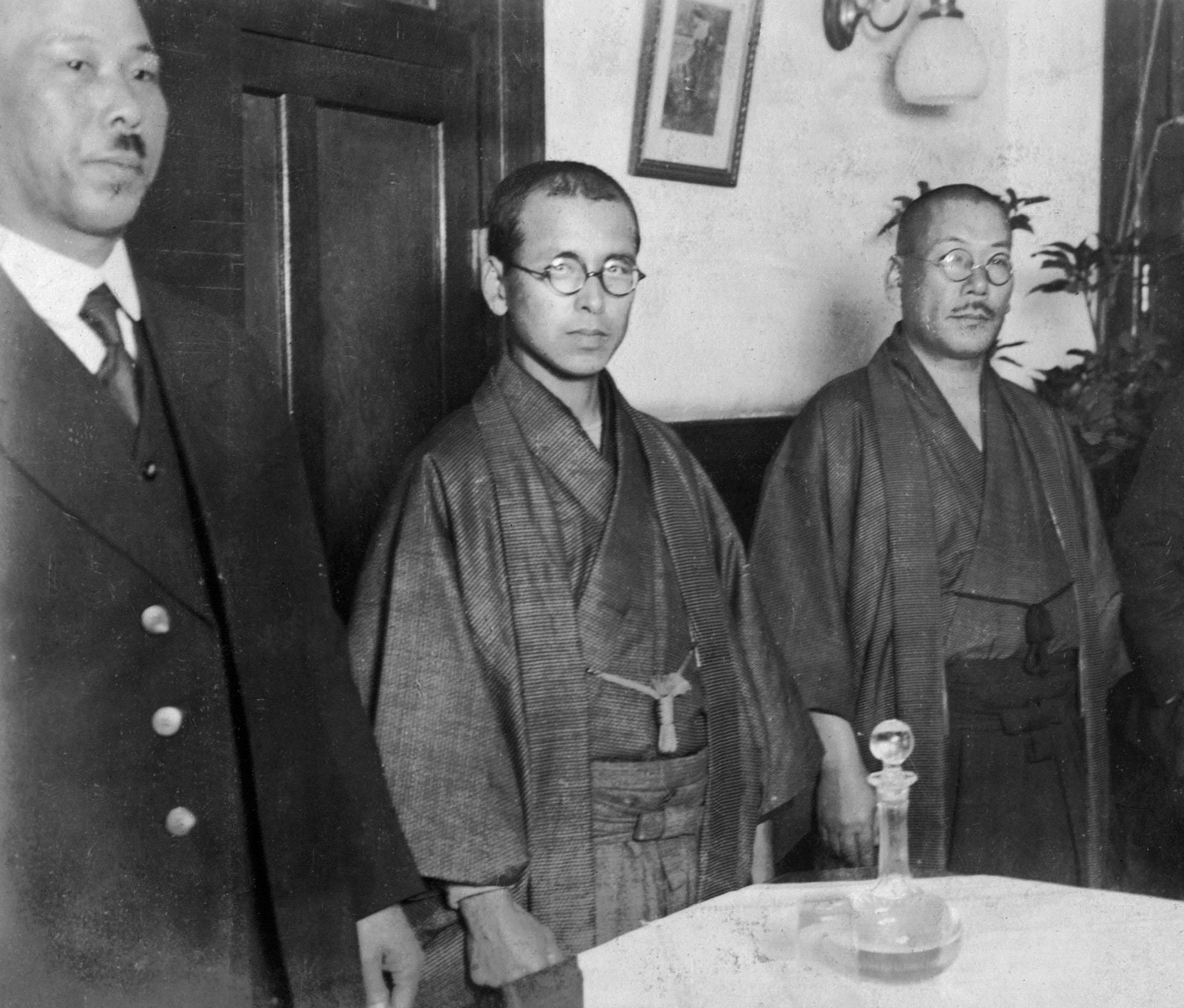
仮出所後の1926年11月3日、記者会見に臨む甘粕（中央）

公判中の10月4日、甘粕の弟で学生だった甘粕五郎は、ギロチン社の田中勇之進に襲撃された。
神田北甲賀町の労働新聞社で行われた大杉ら3名の葬儀・告別式において、国賊の葬儀などさせぬという右翼の一団（岩田富美夫、寺田稲次郎、下鳥繁造ら5名）が自動車で乗り付け、下鳥が焼香の際に大杉の遺骨を奪い、制止する古田大次郎や和田久太郎らに対して高笑いしながら大杉の遺影に銃弾を撃ち込んで逃走する事件が行った。遺骨は下鳥から寺田のもとへ渡り、寺田から大化会の会長である岩田が受け取って自動車で逃走した。下鳥はその場でアナキスト30名ほどに囲まれるが私服警官に投降し、寺田は逃走中の岐阜駅で拘束された。逃走に成功した岩田は数ヶ月後に北一輝（猶存社）の仲介で3名を起訴猶予とすることを条件に自ら警視庁へ出頭し、湯淺に遺骨を返還した。岩田は逮捕を免れ、そのまま釈放された。大杉を失ったアナキストらは、報復として福田を標的とした狙撃事件（犯人は前述の古田、和田と村木源次郎の3名で、古田は銀行員を殺害した小坂事件もあって死刑となった）、福田に対して糞尿を投げつけた糞喰らえ事件（犯人は古河力作の弟の古河三樹松と義弟の池田寅三）などを相次いで発生させたが次々と逮捕された。アナキストのうち、朝鮮出身者は中華民国の上海や満洲に渡ってテロリズムに傾倒するが、日本出身者では転向したり活動を抑圧される者が多く、日本のアナキスト運動は急速に衰退へ向かった。
甘粕は千葉刑務所に収容されていたが、摂政宮の御成婚による恩赦で懲役7年半に減刑され、さらに謹直な獄内生活が評価されて1926年（大正15年）10月6日に秘密裏に仮出獄した。その後、陸軍の官費で夫婦ともにフランスへ留学し、満洲に渡って満洲事変に関わることになった。

## 異説・陰謀説
事件の主犯は甘粕ではないとする説は、事件当時の大正時代から根強く存在している。
甘粕が模範的な士官と思われたことから「甘粕は事件そのものに関与していない」「大杉以外の殺害は知らなかった」などの様々な説が生まれた。満州時代の甘粕は、満州映画協会の幹部らとの私的な席で「僕はやっていない」と発言し、陸士同期で満州国国務院総務庁参事官の半田敏治に対しても酒の席で「オレは何もやっちゃおらんよ」と語っていた。しかし、奉天特務機関の貴志彌次郎は吉薗周蔵に対して「甘粕には騙されるな」と注意しており、甘粕の経歴や裏の顔を指摘する声もあって、それらが発展して様々な異説や陰謀説も生まれた。主なものとして、
1. 憲兵司令官・小泉六一が主犯の説（憲兵司令部副官・上砂勝七[37]の説）
2. 戒厳司令官・福田雅太郎が主犯の説[注 12]
3. 麻布第三連隊が主犯の説（脚本家笠原和夫が挙げた説）[注 13]
4. 陸軍幹部謀略説（竹中労などが挙げた説）
5. 陸軍内秘密結社説（事件当時の読売新聞陸軍部長・中尾竜夫の説）
6. 甘粕＝フリーメーソン説（評論家・三宅雪嶺らの説[38]）
7. 大杉密偵説（吉薗周蔵の説）

これらは大別すると、「憲兵隊または軍が『組織』として主義者の殺害を命令したものの事件後に軍組織の関与を隠蔽し、実行者である甘粕らが命令者の責任を被った」というものと、「実行者ではない甘粕らが命令者と実行者の両方の責任を被った」というもの、または「非公式な組織や個人の命令あるいは指示で甘粕らが実行したもの」などに分けられる。ただし多くが指摘することとして、渋谷と麹町の分隊長を兼任していた甘粕が直属の部下ではない憲兵司令部付曹長である森に命令していた点が挙げられる。甘粕と森の2名に指示が可能な人物は当然ながら甘粕より立場が上の人物でなければならず、これらが小泉や小山、福田が主犯と疑われる理由の一つとなっている。また軍隊内の結社説も、命令系統の無視を理由の一つとしている。

### 大杉一家の死因鑑定書
大杉ら3名の死因鑑定書は第二次世界大戦の後に見つかっている。当時、遺体の引き上げにも立ち会って20時間をかけて解剖を行った陸軍衛戍病院勤務の軍医・田中隆一によって作成されたもので、鷹津軍医名義で提出されたものの控えだった。田中は退役後に開業し、40歳で再招集されて中国戦線で戦没しているが、1976年（昭和51年）8月に自宅にて保存されていた遺品の中から発見された。以下はその抜粋の要約。
| 男性屍 | 女性屍 | 小児屍               |
| 発見場所 | 発見場所 | 発見場所             |
| --- | --- | -------------------- |
| 死体は3体とも東京憲兵隊本部構内東北隅弾薬庫北側中央、弾薬庫の土台石を取り除いた廃井戸の中、地面から4尺下の場所にあった。 井水は甚だ不潔な濁水であった。3死体は菰包みにされ麻縄で縛られていた。               | |                      |
| 発見時の遺体 | |                      |
| 晒木綿の越中褌を着用 | 全裸 | 全裸                 |
| 遺体の身長 | |                      |
| 5尺4寸1分（163.9cm） | 5尺（151.5cm） | 3尺9寸2分（118.7cm） |
| 遺体の状況 | |                      |
| 顔面は全体的に紫藍色で浮腫状に膨張。 両眼共に閉じ、上眼瞼、特に左側は暗赤色で皮下に溢血があった。（窒息死の証拠） 両眼球は突出し、角膜は暗赤色で高度に混濁して瞳孔は見えなかった。 舌は歯列より1厘出ていた。 | 顔面は高度に紫藍色で、死後の腐敗により汚染され青色になっていて、浮腫状に膨張。両眼は閉じ、眼球は突出。 舌は歯列より0.5厘出ていた。 |                      |
| 胸骨完全骨折。前胸部にすこぶる強大な外力による傷。蹴る、踏みつけるなど。絶命前に受けたもので、直接の死因ではないが、死を容易にしたのは確実。                                                                 | |                      |
| その他の特徴 | |                      |
| | 頭髪は長く、後頭部で結髪。 子宮肥大。産褥期にあり、出産後3週間経過と推定。                                                         |                      |

死因鑑定書の内容は、「死因は窒息、手段は前頸部を絞圧した」扼殺であるという点は公判で採用されたものだが、遺体の状況は調書や軍法会議で甘粕が語った殺害状況とは矛盾するもので、激しい暴行を受けていたことを示すものだった。

### 正力松太郎の談話
事件発生当時の警視庁官房主事で、年末の虎ノ門事件において刑務部長を罷免された正力松太郎は、事件発生翌年の1924年（大正13年）10月に行われた社内の招待会において、事件は陸軍の組織的犯行であると示唆した。その理由として「陸軍が『（1923年9月）14日に大杉を殺す』と言ってきた。『大杉と吉野作造博士と外の2人…（中略）4人を殺す』と言ってきた。そんな馬鹿な事があるかと言っておくと、16日になって淀橋署から『大杉が憲兵隊に連れられて行った』という報告が来た。殺したな…と思ったが黙っていた」と語っており、続けて「子供（橘宗一）が一緒でなければ大杉事件はまるで知られずに済んだのだ」と発言した。また、軍隊が面目を潰された後藤と湯淺を恨んでいたといい、殺さんとする動きがあったとも述べた。

### 吉薗周蔵の手記
月刊ニューリーダー誌（2003年8月号と11月号）の落合莞爾連載「陸軍特務 吉薗周蔵の手記」の中で、事件についての言及があった。吉薗周蔵手記の内容は検証困難なもので、現在となっては異説の一つに過ぎないが、落合の説明によれば、吉薗や甘粕、あるいは藤田嗣治も、上原勇作元帥（前陸相）の特命を受けて行動する立場だったという。一方で、大杉は後藤に買われていた草で度々多額の金を無心していたといい、野枝は大杉の指示でユダヤ系フランス人のポンピドゥー牧師の拠点である神田メソジスト教会を探っていたとされる。
落合は、吉薗の別の記述から上原と後藤のアヘン栽培（当時は合法）やモルヒネの国産化で利権争いをしていたと指摘する。上原はポンピドゥー牧師の妹とかつて愛人関係にあって一女をもうけ、その上原の隠し子である混血女性と甘粕は愛人（もしくは妻）関係にあったとされ、それらの事実を伝えたのが王希天である。王も関東大震災の混乱に乗じて軍隊によって殺害されたが、政治スキャンダルを起こす目的で密事を探られた私怨、もしくはそのことでゆすられたことが、大杉ら殺害の動機ではないかと吉薗は考えていたとする。

## 題材とした作品
長唄
- 西岡真理『国立国会図書館デジタルコレクション 噫々甘粕大尉の唄』正美会、1923年。

風刺歌
- 震災復興を指揮した後藤新平は「この際主義」とあだ名され[40]、世間には「この際」だからやってしまおうという風潮が広まった[41]。演歌師添田唖蝉坊が帝都復興の風刺演歌「コノサイソング」を発表すると人々はこれを替え歌にして甘粕大尉を風刺し、「甘粕大尉はえらい方 大和魂の国士です アラマ オヤマ 大和魂今日この頃は命ほしさに 空舌二枚の使ひ分け ゴマ粕大尉は エーゾ エーゾ」と歌った[41]。

映画
- 『大虐殺』 - 1960年、新東宝、監督：小森白。関東大震災のスペクタクルシーンで始まるギロチン社を題材とした作品だが、亀戸事件の朝鮮人騒擾、大杉らに対する拷問、軍法会議等をドラマに盛り込んでいる。後に『暴圧 〜関東大震災と軍部〜』とタイトルを変更しVHSにて販売されるも現在は廃盤。2021年6月に公開時と同じ『大虐殺』のタイトルでDVD化された。
- 『エロス+虐殺』 - 1970年、監督：吉田喜重。甘粕事件より前の、大杉栄・伊藤野枝の恋愛スキャンダルを交えて描く。
- 『華の乱』 - 1988年、監督：深作欣二
- 『シュトルム・ウント・ドランクッ』 - 2014年、監督：山田勇男
- 『菊とギロチン』 - 2018年、監督：瀬々敬久

テレビドラマ
- 『涙たたえて微笑せよ 明治の息子・島田清次郎』 - 1995年、NHK土曜ドラマ。島田清次郎の半生を描いた単発ドラマで、島田が訪ねた大杉がその後甘粕に殺される場面が描かれる。
- 『風よあらしよ』 - 2022年、NHK BSプレミアム、プレミアムドラマ。伊藤野枝の生涯を描いた村山由佳の評伝小説『風よあらしよ』を原作とした連続ドラマ。吉高由里子演じる伊藤と永山瑛太演じる大杉が甘粕に殺害、遺棄される場面が描かれる。

漫画
- 『テロルの系譜』「謀殺大尉」 - かわぐちかいじの漫画作品。大杉殺害は軍上層部からの指示であったとして描かれる。

## その他
無罪判決を受けた本多重雄憲兵上等兵は、「昭和天皇桐生行幸誤導事件」の本多重平警部の実弟である。